# Тэрасава, Буити
Буити Тэрасава (яп. 寺沢 武一 Тэрасава Буити, род. 30 марта 1955, Асахикава—ум. 8 сентября 2023, Токио) — японский мангака, один из первых начал работать с компьютерной графикой. Наиболее известные его работы «Goku Midnight Eye» и «Cobra». Обе работы были экранизированы в виде анимационных фильмов.
В начале своей карьеры, когда он ещё был практически неизвестен, выиграл приз за работы, которые публиковал в журнале[каком?]. Это поспособствовало его продвижению в мир комиксов.
В 1976 году приехал в Токио и начал учиться под руководством знаменитого японского мангаки Осаму Тэдзуки. Во время работы со студией Tezuka Productions, В 1977 году на ежегодном вручении Награды Тэдзуки его работа Mother Earth, Turn Green Again (яп. 大地よ、蒼くなれ  Daichiyo, aoku nare ) удостоилась «Особой отметки жюри». В том же году он начал сотрудничать с Weekly Shonen Jump.
В 1998 году ему был поставлен диагноз опухоль головного мозга. Тэрасава прошел лечение и реабилитацию.

## Список работ
- Takeru (яп. 武), 1992
- Shinsengumi Gundragon (яп. 新撰組GUNDRAGONシリーズ ), 1988
- Goku Midnight Eye (яп. 風林寺悟空), 1987
- Karasu Tengu Kabuto (яп. 鴉天狗カブト), 1986[3]
- Black Knight Bat (яп. 黒騎士バット), 1986[4]
- Cobra (яп. コブラ - アニメ化), 1978